# Зубанович, Хадис
Ха́дис Зуба́нович (босн. Hadis Zubanović; 14 января 1978, Сараево, СФРЮ) — боснийский футболист, нападающий.
Хадис Зубанович начинал свою карьеру в молодёжной школе «Железничара» из его родного города. В первую команду он попал в сезоне 1995/96. 5 июня 1998 в решающем матче чемпионата Боснии против «Сараево» он забил единственный мяч в игре на 89 минуте, этот гол принёс его родному клубу первые золотые медали в истории независимой Боснии и Герцеговины. В 1999 он уехал в Турцию, где подписал контракт с «Карабюкспором». Но отыграв только половину сезона, возвратился в «Железничар», где оставался в течение ещё двух лет. Позже он играл в турецком «Истанбулспоре», а летом 2002 перешёл в «Анжи», но сыграл в клубе только один матч, выйдя на замену на 75 минуте матча против «Торпедо-Металлурга». В 2003 перешёл в «Вележ» из Мостара, далее играл в клубе «Дибба Аль-Хисн» из ОАЭ, после чего в 2004 снова возвратился в «Железничар». Но не оставался там долгое время. В конце года перебрался в Польшу и провёл три года в «Заглембе» из города Сосновец. Был вынужден завершить карьеру из-за травмы ахиллова сухожилия, но остался работать в футбольной сфере, представляя интересы разных боснийских игроков.
Он также играл в молодёжной сборной страны. Сын Зубановича Фарис сейчас играет за датский «Фремад Амагер».